# The Sims 4: Get Famous
The Sims 4: Get Famous šesti je paket proširenja za The Sims 4 koji je objavljen 16. studenog 2018. Proširenje se koncentrira oko slavnih osoba, bogatstva, slave i nove glumačke aktivne karijere. Njegova je tema slična temi The Sims: Superstar, a također uključuje mnoge elemente iz The Sims 3: Late Night i The Sims 3: Showtime. 

## Igra
- Novi sustav slavnih, slave i reputacije
- Gluma aktivne karijere
- svijet doline Del Sol
- Sposobnost stjecanja slave u karijeri već u igri
- Glazbena stanica
- Video postaja